# Юмашев Андрій Борисович
Андрій Борисович Юмашев (рос. Андрей Борисович Юмашев; 31 березня 1902 — 20 травня 1988) — радянський військовий льотчик, генерал-майор авіації (17.03.1943), Герой Радянського Союзу (01.09.1937).
Обирався депутатом Верховної Ради СРСР 1-го скликання (1937—1946).

## Життєпис
Народився у місті Санкт-Петербург в родині службовця. Росіянин. Навчався у гімназії, реальному училищі, художній школі.
До лав Червоної армії добровільно вступив у 1918 році. Був артилеристом, командиром взводу. У складі військ Південного фронту червоних брав участь у боях проти військ Петра Врангеля і повстанців Нестора Махна.
У 1921 році закінчив 7-мі Севастопольські артилерійські курси, проходив курси в артилерійських частинах Харківського військового округу. Наприкінці 1922 року перейшов у ВПС РСЧА. У 1923 році закінчив Єгор'євську теоретичну школу льотчиків, у 1924 році — 2-гу Борисоглібську військову школу льотчиків і того ж року — Серпуховську школу повітряного бою. Збудував планер власної конструкції, на якому 1925 року на змаганнях у Коктебелі став призером і встановив низку рекордів.
З 1926 року — інструктор з повітряного бою Серпуховської авіаційної школи. З 1927 року — в НДІ ВПС: льотчик-випробувач, командир ланки, командир загону, командир ескадрильї. У 1936 році встановив чотири світових рекорди висоти польоту з вантажем. З 1936 року — військовий представник у ЦАГІ.
Протягом 12-14 липня 1937 року екіпаж у складі командира — М. М. Громова, другого пілота — А. Б. Юмашева та штурмана С. О. Даніліна на літакові АНТ-25 здійснив безпосадочний переліт Москва — Північний полюс — Сан-Джасінто (США) тривалістю 62 години 17 хвилин (відстань — 10148 км по прямій). У ході перельоту було встановлено 3 світових авіаційних рекорди з дальності польоту.
З 1938 року — льотчик-випробувач, згодом — заступник начальника льотно-технічної групи наркомату авіаційної промисловості СРСР.
Учасник радянсько-фінської війни 1939—1940 років: командир екіпажу бомбардувальника ДБ-1 85-го бомбардувального авіаційного полку особливого призначення, здійснив 6 бойових вильотів. Протягом 1940—1941 року — заступник начальника ЛДІ. Член ВКП(б) з 1941 року.
Учасник німецько-радянської війни: командир 2-ї винищувальної авіаційної ескадрильї ППО Москви; з серпня 1941 року — в урядовому відрядженні у США з питань закупівлі авіаційної техніки; з січня 1942 року — командир 237-го винищувального авіаційного полку ВПС Калінінського фронту; з лютого 1942 року — заступник командувача ВПС Калінінського фронту; з травня 1942 року — заступник командувача 3-ї повітряної армії; з вересня 1942 року — заступник командувача військами Західного фронту по ВПС; з лютого 1943 року — командир 2-го винищувального авіаційного корпусу на Південно-Західному фронті; з липня 1943 року — командувач винищувальною авіацією Східного фронту ППО; з квітня 1944 року — командувач винищувальною авіацією Південного фронту ППО; з лютого 1945 року — начальник Управління винищувальної авіації, згодом — Управління бойової підготовки фронтової авіації Головного управління бойової підготовки ВПС.
У 1946 році генерал-майор авіації А. Б. Юмашев, за станом здоров'я, вийшов у відставку. Мешкав в Алупці (АР Крим), займався малярством. Того ж року прийнятий до Спілки художників СРСР. Разом з Р. Р. Фальком здійснив низку подорожей Середньою Азією, зображуючи історичні пам'ятки Самарканду і Бухари, портрети людей Сходу. організував чотири прижиттєвих персональних виставки своїх робіт (п'ята відбулась вже після його смерті у музеї м. Сан-Джасінто і була присвячена 50-річчю перельоту екіпажу М. М. Громова).
Останні роки мешкав у Москві, де й помер. Похований на Ваганьковському кладовищі.

## Нагороди і почесні звання
Указом ЦВК СРСР від 1 вересня 1937 року за виконання довготривалого безпосадочного перельоту та виявлені при цьому мужність і героїзм, льотчику-випробувачеві Юмашеву Андрію Борисовичу присвоєне звання Героя Радянського Союзу. Після встановлення знаку особливої відзнаки, 4 листопада 1939 року йому було вручено медаль «Золота Зірка» (№ 54).
Нагороджений двома орденами Леніна (01.09.1937, 21.02.1945), п'ятьма орденами Червоного Прапора (21.03.1940, 29.03.1944, 03.11.1944, 18.08.1945, 30.08.1945), орденами Вітчизняної війни 1-го ступеня (11.03.1985), Червоної Зірки (17.08.1933) і медалями, в тому числі й медаллю де Лаво (МФП, 1937).
Почесний громадянин міст Лос-Анджелес і Сан-Джасінто (США).

## Вшанування пам'яті
Ім'ям Андрія Юмашева названо вулиці в українських містах Слов'янську (Донецька область) і Первомайську (Миколаївська область).
У Москві та в селищі Чкаловський (в межах міста Щолково Московської області) на фасадах будинків, у яких він жив, встановлено меморіальні дошки.